# Jack W. Szostak
Jack William Szostak (født 9. november 1952 i London) er en amerikansk biolog. 
Han modtog i 2009 Nobelprisen i fysiologi eller medicin sammen med Elizabeth Blackburn og Carol W. Greider for arbejdet om hvorledes enderne af kromosomerne, også kaldt telomerer beskyttes af telomerasease enzymerne.